# Férolles-Attilly
Férolles-Attilly – miejscowość i gmina we Francji, w regionie Île-de-France, w departamencie Sekwana i Marna.
Według danych na rok 1990 gminę zamieszkiwały 1022 osoby, a gęstość zaludnienia wynosiła 80 osób/km² (wśród 1287 gmin regionu Île-de-France Férolles-Attilly plasuje się na 629. miejscu pod względem liczby ludności, natomiast pod względem powierzchni na miejscu 247.).